# Castellanosia caineana
Castellanosia caineana är en kaktusväxtart som beskrevs av Martín Cárdenas Hermosa. Castellanosia caineana ingår i släktet Castellanosia och familjen kaktusväxter. Inga underarter finns listade i Catalogue of Life.